# Tierra llana
Tierra Llana (in basco Lur laua) è una vecchia denominazione amministrativa di una parte della provincia di Biscaglia, nei Paesi Baschi (Spagna), che ai tempi della Signoria raggruppava i territori e le popolazioni che erano legalmente governate dal Fuero di Biscaglia, la legislazione tradizionale della Signoria. Era costituito dalle elizate organizzate in merindades. Rimanevano fuori dalla Tierra Llana, con fuero differenti, le città e i villaggi, la Durangaldea e le Enkarterri.